# Šobadine
Šobadine (cyr. Шобадине) – wieś w Bośni i Hercegowinie, w Republice Serbskiej, w gminie Bileća. W 2013 roku liczyła 28 mieszkańców.